# Хвилівка (зупинний пункт, Одеська залізниця)
Хвилі́вка — пасажирський залізничний зупинний пункт Шевченківської дирекції Одеської залізниці.
Розташований поблизу села Хвильово-Сорочин, Золотоніський район Черкаської області на лінії Імені Тараса Шевченка — Золотоноша I між станціями Благодатне (7 км) та Золотоноша I (3 км).
На платформі зупиняються приміські електропоїзди.